# Yulia Linskaya

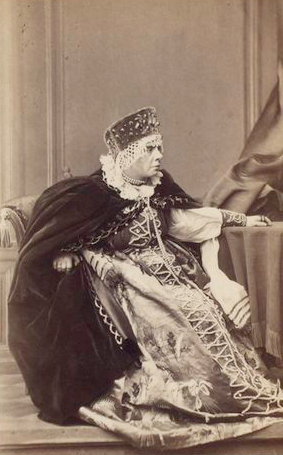
Linskaya en 1855

Yulia Linskaya (San Petersburgo, Rusia, 28 de mayo de 1820-ídem, 7 de mayo de 1871) fue una actriz de teatro rusa, asociada con el teatro Aleksandrinsky de San Petersburgo.
Tuvo éxito especialmente en los roles de obras del escritor Alexander Ostrovsky, en las que solía actuar como señora ruda de mediana edad, o de dueña de casas que cobran alquiler.